# ばら色かび病
ばら色かび病（ばらいろかびびょう、Trichothecium roseum、トリコセシウム・ローゼム）は、カビ（ トリコセシウム属菌）による植物の病気の一つ。

## 概要
主に水分や糖分の多い、果実（メロン、イチゴ、リンゴなど）、果菜類（キュウリ、トマトなど）で発病する。発症部にはピンクや橙色の菌糸体が生じ、果肉が腐敗する。
気温が20℃前後で多湿の場合、特に施設栽培（ビニールハウスなど）で発生する。

## 例

### ウリ科
食べると苦味があるが、この成分はククルビタシンとされている。トリコセシウム属菌に汚染された場合、メロン自身が菌への防御作用のため、ククルビタシンの産生を増す（食べると口腔内が舌がしびれるほど）。
メロンの場合は、Pink-mold rotとも呼ばれる。
特にアムスメロンなど、皮が薄い品種で被害が多発している。
キュウリの場合は、葉にも発病する。

### イチゴ
根、クラウン部、葉柄、ランナーの順に発病し、最後には苗が枯死する。

### トマト
まず果実のへた下部分から褐色に変色し、果実の中へも菌が進行するが、外観からは分かりにくい。
兵庫県立健康環境科学センター（2003年の年報2号）によると、バラ色カビ病の原因菌であるトリコセシウム・ローゼムが、苦味成分のトリコテシンを産生することが確認された。

## 防除法
ビニールハウスの場合、多湿にならないよう換気を徹底する。

### 注
1. ↑  メロンとキュウリはウリ科、イチゴとリンゴはバラ科、トマトはナス科。